# Bahnhof Heemstede-Aerdenhout
Der Bahnhof Heemstede-Aerdenhout ist ein Bahnhof im niederländischen Ort Heemstede und liegt an der Bahnstrecke Amsterdam–Rotterdam. Der Bahnhof liegt zwischen den Bahnhöfen Leiden Centraal und Haarlem. Heemstede-Aerdenhout ist ein Intercity-Bahnhof. Der Bahnhof wird vor allem von Pendlern benutzt.

## Geschichte
1872 wurde der Bahnhof als Haltestelle eröffnet, aber nach acht Jahren schon wieder geschlossen. Der Bahnhof wurde am 1. Oktober 1891 unter dem Namen Zandvoortsche Laan wiedereröffnet und wurde 1903 erneut geschlossen. Bei der erneuten Wiedereröffnung 1928 bekam er schließlich den Namen Heemstede-Aerdenhout. 1958 wurde die Haltestelle vom heutigen Viadukt-Bahnhof abgelöst.

## Zugverkehr

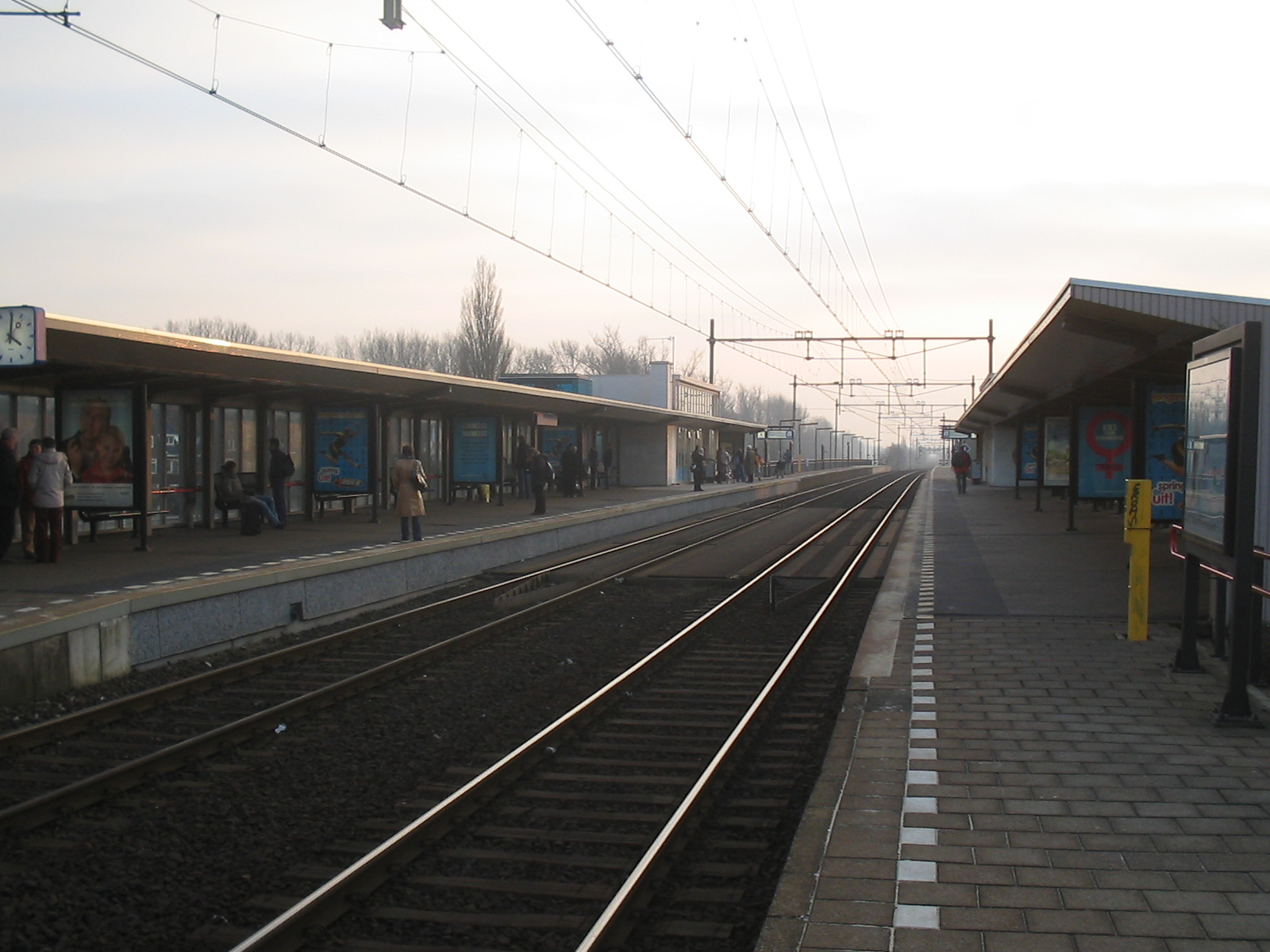
Bahnsteig

Folgende Linien halten im Jahresfahrplan 2022 am Bahnhof Heemstede-Aerdenhout:
| Zugtyp    | Linienverlauf | Frequenz |
| --------- | --- | --- |
| Intercity | Amsterdam Centraal – Haarlem – Heemstede-Aerdenhout – Leiden Centraal – Den Haag Centraal                                                                                     | halbstündlich (fährt nicht nach 22 Uhr)                                                                                           |
| Intercity | Amsterdam Centraal – Amsterdam Sloterdijk – Haarlem – Heemstede-Aerdenhout – Leiden Centraal – Den Haag HS – Delft – Rotterdam Centraal – Dordrecht – Roosendaal – Vlissingen | halbstündlich (hält stündlich sowie abends und am Wochenende ganztägig an allen Bahnhöfen zwischen Bergen op Zoom und Vlissingen) |
| Sprinter  | (Den Haag Centraal –) Leiden Centraal – Heemstede-Aerdenhout – Haarlem | halbstündlich (fährt nach 20 Uhr und am Wochenende nicht zwischen Den Haag Centraal und Leiden Centraal)                          |

Sobald die HSL-Zuid vollständig in Betrieb ist, wird die Hälfte aller Intercityzüge zwischen Amsterdam und Rotterdam über Haarlem und damit über Heemstede-Aerdenhout fahren. Seit 2012 halten diese Züge auch in Heemstede-Aerdenhout.